# 顧圖河
顧圖河（1653年—1706年），字書宣，號穎硯，江南省江都县大桥镇人，清朝詩人、政治人物。
康熙三十三年（1694年），考中甲戌科一甲第二名進士（榜眼），授文林郎、翰林院編修。
康熙四十一年（1702年），參纂《大清一统志》。康熙四十四年（1705年），撰《方輿考略》，任總裁官。同年冬，提督湖廣學政。康熙四十五年（1706年）五月到任，不到三個月即染疾，七月十九日卒於官。
顧圖河工詩，与同鄉史申義齊名，并稱“維揚二妙”。著有《雄雉齋集》、《湖莊雜錄》等。